# Reinhold von Becker
Reinhold von Becker, född 26 december 1788 i Kangasniemi, död 10 juni 1858 i Helsingfors, var en finländsk språkforskare och tidningsman, far till Frans Josef, Adolf von Becker och Hugo von Becker. 
von Becker utforskade den finska folkliga epiken; 1819 företog han studieresor i landet och insamlade material om Väinämöinen, som Elias Lönnrot sedan sammanställde i Kalevala. von Becker publicerade 1824 Finsk grammatik, den första finska språkläran på nästan 100 år. 
Från 1820 till 1831 utgav han tidningen Turun Wiikko-Sanomat, med en upplaga på 2 000. Han föredrog emellertid att lägga ned tidningen på grund av den så kallade dialektstriden. von Becker hade favoriserat de östfinska dialekterna vilket väckte opposition i Åbotidningen. 
Från 1829 till 1856 tjänstgjorde han som finsk översättare i senaten och utövade därigenom ett stort inflytande på det finska skriftspråkets utformning. 
Asteroiden 3522 Becker är uppkallad efter honom.